# We Go!
We Go! (ウィーゴー!?, Wī Gō!) è un brano musicale del cantante giapponese Hiroshi Kitadani, pubblicato come singolo il 2 ottobre 2011 dalla Avex Trax. Il brano è stato utilizzato come quindicesima sigla di apertura per gli episodi dal 517 al 590 dell'anime One Piece, in sostituzione della precedente sigla Fight Together.

## Tracce
CD singolo
1. We Go! - 4:08
2. We Are! ~for NEW WORLD - 4:01
3. We Go! (Instrumental) - 4:08
4. We Are! ~for NEW WORLD (instrumental) - 4:01

## Classifiche
| Classifica (2011)                            | Posizione massima |
| -------------------------------------------- | ----------------- |
| Giappone (Oricon)                            | 13                |
| Giappone (Billboard Billboard Japan Hot 100) | 15                |